# Les Halles (Rodan)
Les Halles – miejscowość i gmina we Francji, w regionie Owernia-Rodan-Alpy, w departamencie Rodan.
Według danych na rok 1990 gminę zamieszkiwało 259 osób, a gęstość zaludnienia wynosiła 84 os./km² (wśród 2880 gmin regionu Rodan-Alpy Les Halles plasuje się na 1369. miejscu pod względem liczby ludności, natomiast pod względem powierzchni na miejscu 1643.).